# Prochoerodes amplicineraria
Prochoerodes amplicineraria är en fjärilsart som beskrevs av Richard F. Pearsall 1906. Prochoerodes amplicineraria ingår i släktet Prochoerodes och familjen mätare. Inga underarter finns listade i Catalogue of Life.